# Daulis
Daulis (dziś Daulia) - silnie ufortyfikowane antyczne miasto greckie w Fokidzie leżące między Orchomenos a Delfami. Miasto nazwane na cześć nimfy Daulis, córki boga rzeki Kephissos.